# Ecgberht de Kent
Ecgberht (o Egbert I) va ser rei de Kent entre el 664 i el 673, després de la mort del seu pare, Eorcenberht.
Devia ser encara un noi quan va morir el seu pare, ja que la seva mare va fer de regent durant un temps. Posteriorment la mare també faria de regent del seu altre fill Hlothhere.Aquell mateix any una epidèmia va assolar el país.
La cort d'Ecgberht sembla que va tenir molts contactes diplomàtics i eclesiàstics: va acollir el bisbe Wilfrid de York i Benet Biscop, ambaixador d'Oswiu de Northúmbria, i va donar escorta a l'arquebisbe Theodor i a l'abat Adrià de Canterbury quan van fer viatge cap al país dels francs.
En les diverses versions de la Llegenda reial de Kent es diu que, instigat pel seu conseller Thunor, va fer matar els seus cosins Æthelred i Æthelberht (fills del seu oncle Eormenred) i va haver de pagar una compensació (wergeld) a la seva cosina Eafe, germana de les víctimes, diners amb què va construir un convent a Thanet; això podria indicar que Eorcenberht no tenia tot el suport i va voler evitar una lluita dinàstica per prendre-li el tron. Els dos prínceps morts van ser després venerats com a sants a l'abadia de Ramsey.
En una carta de donacions es demostra que Ecgberht va exercir patronatge sobre el monestir de Chertsey.
Ecgberht va ser succeït pel seu germà Hlothhere.